# برونو كوفاس
برونو كوفاس (7 أبريل 1980 - 16 مايو 2021) محامي واقتصادي وسياسي برازيلي، كان عضوًا في حزب الديمقراطية الاجتماعية البرازيلي، وشغل منصب رئيس بلدية ساو باولو من 2018 حتى وفاته في 2021.
كان كوفاس حفيد حاكم ولاية ساو باولو السابق ماريو كوفاس. قبل أن يصبح عمدة شغل برونو كوفاس منصب الرئيس الوطني للشباب ووزير دولة ساو باولو للبيئة. في أكتوبر 2016 تم انتخاب كوفاس نائبًا لعمدة ساو باولو، كنائب لمرشح العمدة جواو دوريا. في أوائل أبريل 2018 تولى كوفاس منصب العمدة بعد استقالة جواو دوريا للترشح لمنصب حاكم الولاية في الانتخابات العامة 2018.
تم تشخيص إصابة كوفاس بسرطان الجهاز الهضمي في أكتوبر 2019 على شكل سرطان غدي، لكنه استمر في العمل كرئيس للبلدية أثناء تلقي العلاج الكيميائي. في نوفمبر 2020 استقر مرضه، وانتُخب كوفاس عمدة متغلبًا على مرشح حزب الاشتراكية والحرية جيلهيرم بولس. في مايو 2021 تم إدخال كوفاس إلى مستشفى سريو ليبانيس بعد انتشار مرض السرطان في الكبد والعظام، وطلب إجازة إدارية لمدة 30 يومًا. توفي في 16 مايو 2021 ليصبح أول عمدة لساو باولو يموت وهو في منصبه.

## حياة سابقة
ولد برونو كوفاس لوبيز في 7 أبريل 1980 في سانتوس، وهي بلدة شاطئية بالقرب من مدينة ساو باولو، لأبويه ريناتا كوفاس لوبيز وبيدرو لوبيز. كان جده لأمه ماريو كوفاس واحدًا من سبعة مؤسسين لمنصب عمدة ساو باولو في عام 1988، وشغل منصب حاكم ولاية ساو باولو من عام 1995 حتى وفاته في عام 2001 بسبب سرطان المثانة. كان ماريو كوفاس هو المرشح الرئاسي في عام 1989، وكان يعتبر على نطاق واسع المرشح الرئاسي لعام 2002، وكان أيضًا حليفًا وثيقًا للرئيس فرناندو هنريكي كاردوسو.
خلال طفولته التحق برونو كوفاس بمدرستي كارمو ولوسياداس في سانتوس، ورافق جده في رحلات إلى برازيليا العاصمة الفيدرالية، عندما عمل كوفاس الأكبر سيناتورًا. في عام 1995 انتقل كوفاس إلى ساو باولو للدراسة في مدرسة بانديرانتس، وعاش مع جده في بالاسيو دوس بانديرانتس بينما كان الأخير يشغل منصب حاكم الولاية. حصل كوفاس على إجازة في القانون من جامعة ساو باولو عام 2002 وشهادة في الاقتصاد من الجامعة البابوية الكاثوليكية في ساو باولو في عام 2005.